# Francoise Basseporte
Madeleine Françoise Basseporte (París, 28 d'abril de 1701 – íd., 6 de setembre de 1780) va ser una pintora francesa. Des del 1741 fins a la seva mort, va exercir com a Pintora Reial del Jardí i Gabinet del Rei (actualment Jardin de les Plantes), un nomenament sense precedents per a una artista femenina en aquell moment.

## Biografia
Basseporte va néixer i morir a París, filla d'un comerciant de vins, Jean Basseporte, i la seva esposa, Madeleine Guyon. Originalment pintora de retrats especialitzada en pastels, va passar a les aquarel·les i va adoptar un estil precís i gairebé fotogràfic. Emprà no només habilitats d'il·lustració científica, sinó també la capacitat de disseccionar plantes i revelar-ne les estructures internes. El filòsof Jean-Jacques Rousseau en digué, lloant-la, que «la natura dona a les plantes la seva existència, però Basseporte els confereix la seva preservació».

## Gèneres i tècniques
Basseporte fou coneguda com a il·lustradora botànica. En contacte amb molts dels principals botànics i naturalistes del seu temps, va obtenir reconeixement per les seves il·lustracions de plantes, petxines, animals, ocells i criatures marines.
Tot i que era experta en retrats al pastel, Basseporte va optar per la il·lustració botànica perquè li proporcionava uns ingressos estables amb els quals podia mantenir la seva família.
Va treballar més específicament en el gènere de la «pintura de plantes», adoptant un enfocament científic de la il·lustració botànica que se centrava més en l'estructura de la planta que en la flor. Tot i la precisió de la seva interpretació científica, també dona el seu paper a l'estètica de la composició –una cinta, una papallona...–, de vegades acompanyada d'un cert to humorístic, amb la presència d'una aranya minúscula, per exemple, que es manté suspesa de la flor.

## Formació i col·laboracions
El primer mestre de Basseporte va ser el pintor i gravador Paul-Ponce-Antoine Robert (també conegut com a Robert de Sery). Sota el patrocini del cardenal de Rohan, Robert va exposar Basseporte a les pintures de mestres antics a l'Hôtel de Soubise i al Palais-Royal de París. Allà va trobar influència en les obres d'artistes com la pintora rococó veneciana Rosalba Carriera, de qui segurament fou deixebla.

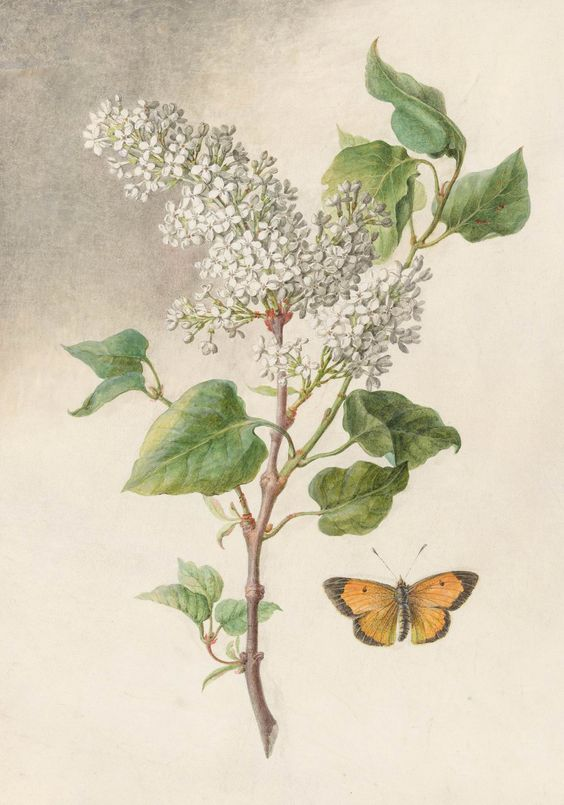
Syringa vulgaris

Després de la mort de Robert, Basseporte va fer d'aprenenta de l'il·lustrador botànic Claude Aubriet, cosa que la va obligar a passar dels pastels a les aquarel·les i a adoptar un estil precís i gairebé fotogràfic. El 1741, va substituir el malalt Aubriet com a Pintora del Rei, del seu Gabinet i Jardí, convertint-se en la primera artista femenina a ocupar el càrrec, que exerciria durant gairebé 40 anys, fins a la seva mort. Com a tal, Basseporte va haver de contribuir a Les Vélins du Roi (Les vitel·les del rei), un còdex d'il·lustracions de plantes i animals iniciat el 1631 per documentar espècimens de la col·lecció reial.
Durant la seva estada al Jardin du Roi, Basseporte va conèixer el botànic suec Carolus Linnaeus. El 1739, el naturalista i autor Georges-Louis Leclerc, comte de Buffon, va ser nomenat director del Jardin du Roi i es conserva part de la correspondència que intercanviaren. Basseporte va ampliar els seus contactes amb la comunitat científica a través de Noel-Antoine Pluche, del qual va ajudar a il·lustrar l'Spectacle de la nature, i del fisiòleg vegetal Henri-Louis Duhamel du Monceau. També va col·laborar amb el químic Hilaire Marin Rouelle i l'escultor Larchevêque, i va estudiar botànica amb Jussieu.La seva obra es troba a la intersecció entre l'art i la ciència, per tal com la funció essencial del jardí del rei era classificar, documentar i denominar les plantes estrangeres, i els espècimens exòtics arribats d'arreu del món, que en certa manera representaven el poder de la monarquia i el seu domini geogràfic.

## Deixebles
Es creu que Basseporte va ensenyar i va influir molt en artistes com Marie Therese Vien i Anne Vallayer-Coster. També va ensenyar il·lustració anatòmica a Marie Marguerite Bihéron, que es convertiria en escultora de cera.
El rei Lluís XV de França li va encarregar que ensenyés a les seves filles, les princeses reials, a pintar flors. També es creu que va ser consultada sovint com a decoradora d'interiors per Madame de Pompadour, l'amant oficial del rei. I que algunes de les seves il·lustracions botàniques s'aplicaren a la decoració d'atuells de ceràmica.